# April Margera
April Margera (ur. 28 marca 1956 w Glen Mills) – amerykańska osobowość telewizyjna, występowała w programach Jackass, Viva la Bam i Bam’s Unholy Union kanału MTV oraz serii filmów CKY i Minghags: The Movie.
Przez rodzinę i fanów nazywana zdrobniale Ape. Jest żoną Phila Margery oraz matką Bama i Jessa – perkusisty zespołu CKY.
Wydała książkę pod tytułem „April Gotuje: W Mojej Kuchni Jest Aligator”. Tytuł odnosi się do jednego z dowcipów Bama z filmu Jackass: Świry w akcji, gdzie faktycznie wpuścił on aligatora do kuchni, próbując zmusić April by zaczęła przeklinać.